# The Naked Gun (2025)
The Naked Gun is een Amerikaanse komische actiefilm uit 2025 geregisseerd en mede geschreven door Akiva Schaffer. De film dient als een vervolg op Naked Gun 33⅓: The Final Insult uit 1994 en is het vierde deel in de The Naked Gun-filmserie. De film ging op 28 juli 2025 in première.

## Verhaal
De film volgt Frank Drebin jr., de zoon van Frank Drebin die centraal stond in de eerste drie films. Frank Drebin jr. volgt in zijn vaders voetstappen als rechercheur, beroepsmatig is hij even knullig als zijn vader en lost misdaden meestal op door middel van fouten en toevalligheden. Als er een bankoverval plaatsvindt besluit hij zich te vermommen als een klein meisje om de dieven een halt toe te roepen.

## Rolverdeling
| acteur              | personage           |
| ------------------- | ------------------- |
| Liam Neeson         | Frank Drebin jr.    |
| Pamela Anderson     | Beth Davenport      |
| Paul Walter Hauser  | Ed Hocken jr.       |
| Kevin Durand        | Sig Gustafon        |
| Danny Huston        | Richard Cane        |
| Liza Koshy          | detective Barnes    |
| Cody Rhodes         | ober                |
| CCH Pounder         | chef Davis          |
| Busta Rhymes        | bankovervaller      |
| Michael Bisping     | zichzelf            |
| Eddy Yu             | detective Park      |
| Moses Jones         | Nordberg jr.        |
| Priscilla Presley   | Jane Spencer-Drebin |
| "Weird Al" Yankovic | zichzelf            |
| Dave Bautista       | zichzelf            |

## Achtergrond
De film werd geregisseerd en mede geschreven door Akiva Schaffer, voor het schrijven van het scenario werd hij bijgestaan door Dan Gregor en Doug Mand. De film is gebaseerd op de televisieserie Police Squad! uit 1982 en dient als een vervolg op de film Naked Gun 33⅓: The Final Insult uit 1994; daarmee is het de vierde film in de The Naked Gun-filmserie. De film werd geproduceerd door Seth MacFarlane en Erica Huggins namens productiebedrijf Fuzzy Door Productions. De opnames van de film gingen op 6 mei 2024 van start in Atlanta, Verenigde Staten en werden afgerond op 28 juni 2024. De muziek in de film werd gecomponeerd door Lorne Balfe. Hoofdrollen in de film waren weggelegd voor onder anderen Liam Neeson, Pamela Anderson en Paul Walter Hauser.

## Release en ontvangst
Op 3 april 2024 werd de eerste teaser trailer van de film uitgebracht, deze werd op 16 juni 2025 opgevolgd door een volledige trailer. David Zucker, regisseur van de eerste twee The Naked Gun-films, uitte zijn ongenoegen over de trailer en noemde het kijken naar de trailer een ervaring die hij liever had willen vermijden.
The Naked Gun ging op 28 juli 2025 in première in het SVA Theater in New York, de Verenigde Staten. De film werd vervolgens door distributeur Paramount Pictures op 31 juli 2025 in de Nederlandse en Belgische bioscopen uitgebracht en op 1 augustus 2025 in de Amerikaanse bioscopen. De film werd door recensenten in het algemeen positief ontvangen. Op Rotten Tomatoes heeft de film een score van 90% op basis van 152 beoordelingen. Metacritic komt op een score van 77/100, gebaseerd op 40 beoordelingen.

### Kassaopbrengsten
The Naked Gun ging in de Amerikaanse bioscopen in première naast The Bad Guys 2 met de verwachting van een bruto-opbrengst in het openingsweekend van 15 miljoen Amerikaanse dollars in 3347 bioscopen. De film bracht uiteindelijk 17 miljoen dollar op in zijn openingsweekend en eindigde daarmee op de derde plaats aan de kassa.